# De nacht van de heksenketelkandij
De nacht van de heksenketelkandij is een Nederlandstalig kinderboek, geschreven door Simone Schell, met illustraties van Ies Spreekmeester. Het werd uitgegeven in 1974 door Deltos Elsevier en een aantal maal herdrukt (4e druk: 1980, bij Van Goor). In 1990 werd het opgenomen in de omnibus 5x bekroond. De doelgroep is 9-12 jaar.

## Griffel
In 1975 werd het boek bekroond met de Gouden Griffel. Het was het tweede boek van de schrijfster. Later won ze ook nog een Gouden Griffel voor Zeezicht (in 1980) en tweemaal een Zilveren Griffel.

## Inhoud
Serge is geadopteerd. Als hij tien jaar oud is, overwegen zijn adoptieouders om twee pleegkinderen in huis te nemen, een jongen van acht en een meisje van negen. In de zomervakantie komen ze tijdelijk en Serge houdt zoveel mogelijk afstand.
Een tante nodigt ze dan uit om per huifkar naar de 'nacht van de heksenketelkandij' te komen. Tijdens deze reis komen de gezinsleden op een andere manier tot elkaar. Uiteindelijk blijven de jongen en het meisje in het gezin.

## Boekbesprekingen
Na de bekroning met de Gouden Griffel verschenen er verschillende besprekingen in kranten.
- "Met zeer gemengde gevoelens bracht Simone Schell (32) haar tweede boek De nacht van de heksenketelkandij vorig jaar naar de uitgever. "Ik had zelf ernstige twijfels of het er wel in zou gaan bij de kinderen", zegt de Brabantse huisvrouw-schrijfster. Tot haar stomme verbazing werd het boek deze week uitverkoren als beste kinderboek van het jaar (...). Het zijn meestal actuele problemen, die Simone Schell in haar boeken aanroert en beschrijft, zoals ze door kinderen worden gezien." (Thea Detiger, De Telegraaf, 1975).[1]
- "Dit kinderboek kreeg volkomen verdiend een gouden griffel. Met omslag en boeiende, geestige platen van I. Spreekmeester. Ze zijn ware kunstwerkjes. Het verhaal zelf is van uitstekende stijl, inhoud en gehalte. De schrijfster laat er drie generaties in meespelen, zonder zich te storen aan het modewoord 'generatieverschil'. (...) Het dwaze, wijze tantetje Loetje leeft zo in het heden, dat ze ineens hét plan bedenkt om de spanning in het gezin Lode, Céleste en Serge volkomen op te heffen. Een bijzonder verhaal". (C.E. Pothast-Gimberg, Nieuwsblad van het Noorden, 1975).[2]
- "Een boek met een modern probleem, dat van adoptie, maar zo moeizaam geschreven, zo verward en verwarrend, met zo'n ingewikkeld plot, en zulke rare grapjes erin, dat ik het (...) niet eens had willen bespreken. (...). Ik kon me niet voorstellen dat er mensen waren die De nacht etc. wél goed vonden!". (Mischa de Vreede, NRC Handelsblad, 1975).[3]
- "Ofschoon het bekroond werd, is De Heksenketelkandij niet zo gelijkmatig van kwaliteit (...). De personen van Simone Schell hebben hun goede en hun slechte kanten (...). Kinderen iets opleggen wil Simone niet, maar door bepaalde onderwerpen aan te dragen (zoals adoptiekinderen) is zij toch bezig met het kweken van begrip bij haar lezertjes." (Nieuwsblad van het Noorden, 1975).[4]